# Institut de statistique de Sorbonne Université
L’Institut de statistique de Sorbonne Université, anciennement de l'université de Paris et généralement appelée ISUP, est une grande école de statistique basée à Paris, créé en 1922. Elle propose deux spécialisations à l'issue de la première année : une en actuariat (finance et assurance) et une en science des données.

## Histoire

### Origine
L'ISUP est la plus ancienne formation de statistique en France : elle a été fondée en 1922 (par le mathématicien Émile Borel) 20 ans avant l'École nationale de la statistique et de l'administration économique et 72 ans avant l'École nationale de la statistique et de l'analyse de l'information. 
À la fin de la Grande Guerre, Émile Borel, l’un des plus grands mathématiciens de son époque, est nommé sur la chaire de Calcul des probabilités et Physique mathématique de l’Université de Paris. Alors qu’à cette époque, il n’existe quasiment aucun enseignement de statistique et que l’idée même d’appliquer les mathématiques à un quelconque champ concret suscite le mépris de certains « vrais » mathématiciens, Borel est persuadé qu’en Économie – dans l’Assurance, en particulier – une demande existe. Durant les trente années qui suivront, sous l’impulsion d’hommes remarquables, l’ISUP sera à l’origine de l’introduction, en France, de l’enseignement des statistiques et de leurs applications industrielles, à la gestion ou à la Recherche Opérationnelle. Depuis 2018, ISUP est appelé Institut de statistique de Sorbonne Université. 

### Personnalités historiques de l'ISUP

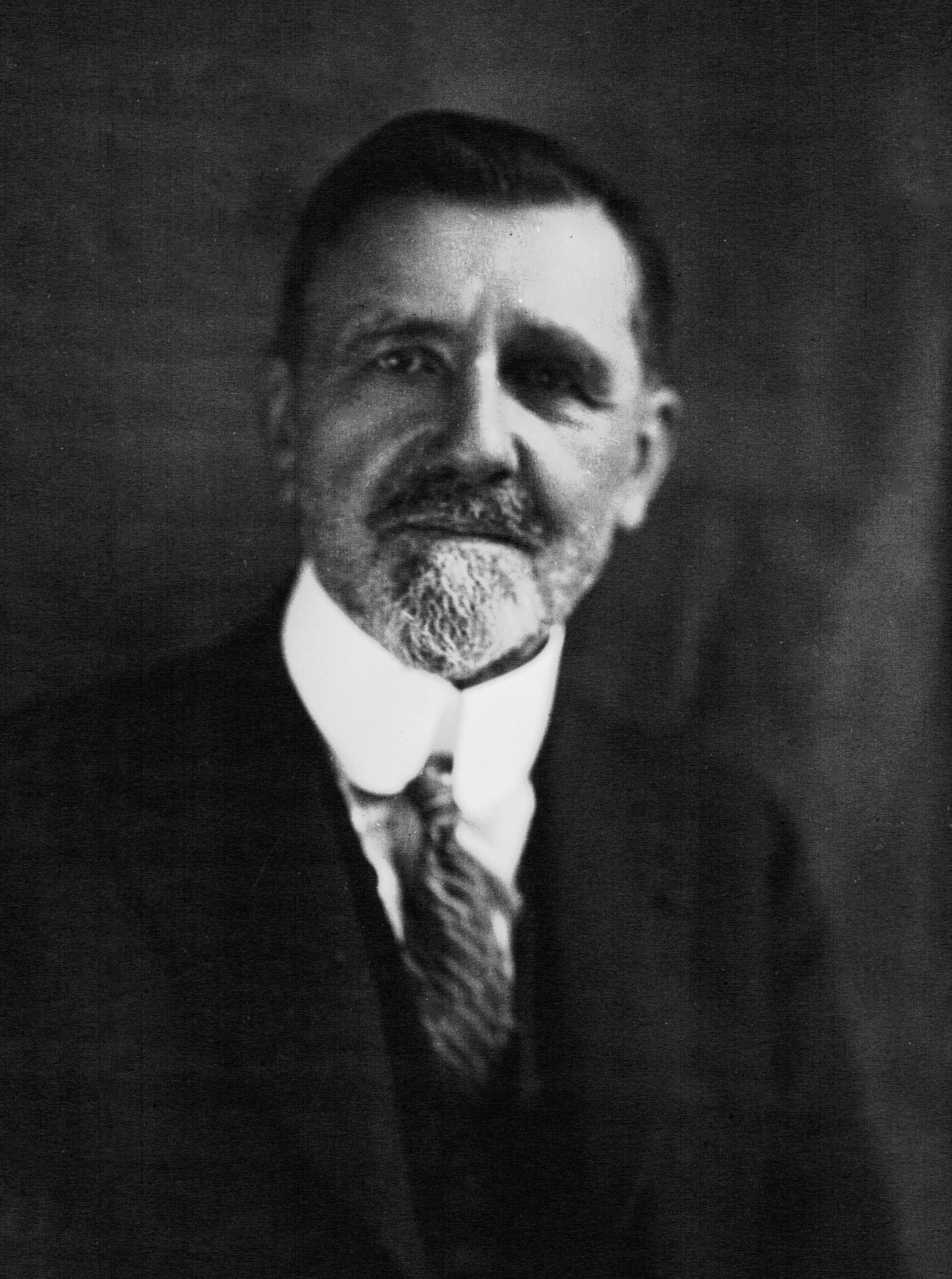
Émile Borel, fondateur en 1922 de l'ISUP

- Émile Borel, Académicien, fondateur et premier directeur de l'école
- Alfred Barriol (1873-1959) secrétaire général de 1925 à 1929 et professeur de mathématiques financières.
- Georges Darmois, Académicien, ancien directeur de l'école
- Daniel Dugué, mathématicien, ancien directeur de l'école, auteur pour l'Encyclopédie Universalis (Calcul des probabilités)
- Jean-Paul Benzécri, Normalien, professeur à l'ISUP à l'origine de l'analyse factorielle des correspondances
- Gérard Calot, Polytechnicien puis élève de l'ISUP, fut directeur de l'INED
- Maurice Allais, Prix Nobel d'économie 1988, fut professeur d'économie à l'ISUP pendant 21 ans
- Albert Jacquard, scientifique et essayiste français, Polytechnicien puis élève de l'ISUP
- Nicholas Georgescu-Roegen, mathématicien et économiste roumain, ancien élève de l'ISUP
- Paul Deheuvels, membre de l'Académie des Sciences, mathématicien, Professeur à l'Université Paris VI, ancien professeur à l'ISUP et ancien directeur de l'école
- Éric Le Boucher, Directeur de la rédaction du magazine économique Enjeux-Les Échos
- Gilbert Saporta, professeur au Conservatoire national des arts et métiers, ancien président de l'Association des Anciens Élèves de l'ISUP.
- Daniel Schwartz, Polytechnicien, Professeur honoraire à l'Université Paris XI, fondateur du CESAM (Centre d'Enseignement de la Statistique appliquée à la Médecine et à la biologie médicale), Commandeur de la légion d'honneur, chercheur à l'INSERM et « père » de l'école française de Biostatistique, fut professeur à l'ISUP
- Dominique Strauss-Kahn, Ministre de l'économie des Finances et de l'industrie, Directeur Général du FMI, ancien élève
- Frédéric Poulon, macro-économiste de l'école du circuit, docteur agrégé de sciences économiques, diplômé de lettres classiques et de l'IEP de Paris, ancien élève
- Edmond Malinvaud Polytechnicien, ISUP, Directeur général de l'INSEE
- Jean-Claude Milleron Polytechnicien, ENSAE, DESS d'Economie, Directeur général de l'INSEE, Secrétaire Général Adjoint de l'ONU,  Professeur de Micro Économie à l'ISUP
- Dominique Ceolin, Président directeur général du groupe ABC Arbitrage

### L'ISUP aujourd'hui
L'actuelle directrice de l'école est Maud Thomas. Parmi les enseignants, traditionnellement partagés avec Sorbonne Université ou pour certains avec l'ESSEC (école partenaire) ou Dauphine (autre formation en actuariat), plusieurs possèdent une réputation mondiale pour leurs recherches.

Sur son site Internet, l'administration annonce avoir reçu 1064 offres d'emploi pour l'année 2007, soit plus de 20 offres par étudiant en moyenne. La rémunération moyenne à l'embauche des étudiants de l'ISUP est de 45 000 €, ce qui place l'ISUP parmi les grandes écoles françaises qui offrent les meilleures rémunérations. Cela justifie le fait que le journal le Figaro du 8 juin 2005 ait classé l'école comme « filière anti-chômage » ou que le magazine Challenges nº 125 (22-28 mai 2008) l'ait cité dans son dossier « Les jobs en or  : 50 métiers pour gagner jusqu'à 1 million d'euros » (concernant la filière Actuariat).

## Admission
L'entrée à l'école est sélective. Elle s'effectue principalement en première année (dite CS1), mais les étudiants titulaires d'une maîtrise scientifique (M1) peuvent postuler à l'admission sur titres en deuxième année (dite CS2).

### Concours d'entrée
L'ISUP recrute principalement ses étudiants via le Concours des Ecoles d'Actuariat et de Statistique (CEAS). Ce concours commun avec les principales grandes écoles d'actuariat et de statistique (ISFA, Dauphine, EURIA, ULP Strasbourg, UIR) s'adresse aux étudiants de classes préparatoires aux grandes écoles (CPGE) MP-MP*, PSI-PSI* et PC-PC*.
L'admissibilité repose sur deux épreuves écrites de mathématiques. L'admission quant à elle se fait au travers d'épreuves écrites : une de français et une d'anglais (se déroulant en même temps que celles d'admissibilité, pour tous les candidats) et une épreuve orale de mathématiques d'une durée de 30 minutes (se déroulant après les résultats d'admissibilité).

### Admission sur titres
Peuvent être admis en première année les étudiants titulaires d'une licence (L3 en mathématiques, MASS, maths-info, etc.) ou d'une maîtrise (M1). L'admission directe en deuxième année n'est possible que pour les étudiants ayant déjà obtenu une maîtrise M1 scientifique.
Depuis la rentrée 2017, il est possible d'être admis sur titre en première année après avoir validé une L2 (Math, Math-Eco, MASS, Math-info, etc.) ainsi que d’être admis en deuxième année (niveau master 1) après avoir validé une licence (L3 Math, Math-Eco, MASS, Math-info, etc.).

## Études

### Le Tronc commun

#### Première année (CS1)
La première année d'études à l'ISUP, souvent appelée CS1 (pour cycle supérieur, 1re année) n'est pas découpée suivant les trois filières de l'école : tous les étudiants y suivent les mêmes enseignements, qui doivent leur apporter les outils de base en Probabilités et en Statistique. Les domaines d'études sont les suivants :
- Analyse exploratoire des données
- Analyse des données multidimensionnelles
- Théorie de la mesure
- Intégration
- Probabilités
- Introduction à SAS
- Fondements de la statistique inférentielle
- Statistique des processus stochastiques
- Outils informatiques de la statistique
- Optimisation
- Anglais

#### Deuxième année (CS2)
Dès la seconde année, les étudiants choisissent une filière parmi les deux proposées par l'école. L'emploi du temps est alors partagé entre les enseignements généraux, suivis par tous les élèves, et ceux de spécialisation propres à chaque filière. Tous les CS2 (étudiants de deuxième année, par métonymie) reçoivent des cours dans les domaines suivants :
- Modèles linéaires de régression
- Économétrie
- Analyse des séries temporelles
- Théorie des sondages
- Segmentation et classification
- Préparation à la vie professionnelle
- Logiciel SAS
- Anglais

### Filières de spécialisation
L'ISUP offre deux filières, que les étudiants choisissent à l'issue de leur première année. Les cours de spécialisation sont alors répartis sur les deuxième et troisième années. Quelle que soit la filière choisie, les étudiants doivent effectuer un stage d'au moins 2 mois en deuxième année, et un second stage d'au moins 5 mois en troisième année. Cette dernière année d'étude peut être réalisée en formation par l'apprentissage.

#### Filière Actuariat

##### Enseignements
En plus du tronc commun, les étudiants de la spécialité Actuariat doivent suivre les cours suivants :
- Mathématiques financières
- Mathématiques de l’assurance
- Méthodes stochastiques en finance
- Théorie moderne du portefeuille
- Réglementation des assurances
- Assurance-vie
- Assurance dommages
- Réassurance
- Assurance de groupes et prévoyance sociale
- Gestion de portefeuille
- Comptabilité en assurance
- Risk management
- Théorie des valeurs extrêmes
- Modèles de taux

##### Métiers
Le débouché naturel de cette filière est le métier d'actuaire dans les compagnies d'assurance ou de réassurance, l'audit ou le conseil ou encore les banques. La formation de l'ISUP est reconnue par l'Institut des actuaires, qui est leur organisme professionnel.
Le salaire à la sortie d'école de l'ISUP est comparable à la tranche haute des écoles d'ingénieurs en raison d'une demande croissante d'actuaires sur le marché et de la technicité reconnue dont sont dotés ses élèves. D’après une enquête interne sur les diplômés, la rémunération moyenne tourne autour de 45 000 euros à la sortie de l’école.

#### Filière Ingénierie Statistique et Data Science (ISDS)

##### Enseignements
En plus du tronc commun, les étudiants de la spécialité ISDS doivent suivre les cours suivants :
- Modèles linéaires (approfondissement)
- Plans d’expériences
- Contrôle de qualité
- Bootstrap
- Variables catégorielles
- Application en fiabilité
- Fiabilité et files d’attente
- Méthodes statistiques du marketing
- Pratique de la régression
- Réseaux neuronaux
- Bases de données

Cette filière fait désormais partie du Master 2 Ingénierie mathématique de Sorbonne Université.

##### Métiers
Statisticien, Data Scientist ou encore analyste, autant de métiers auxquels peut mener le parcours ISDS. Cette voie généraliste permet d'exercer dans un large spectre de domaines : énergie, santé, transports, industries, marketing, assurance, banque, défense, aérospatial...

### Diplômes délivrés
Les étudiants de la formation initiale ayant réussi leur CS2 ont droit au Certificat supérieur d'études statistiques (sans mention de la filière). Historiquement, cela correspond au diplôme de sortie de l'ISUP car la formation était en deux ans. Ceux qui réussissent leur CS3 obtiennent le Diplôme de statisticien ISUP, avec mention de la filière suivie sous conditions supplémentaires. (Note : la mention « Actuariat » donne le droit de devenir adhérent de l'association Institut des actuaires.). Depuis l'année 2017, les diplômés des filières actuariat et ISDS sont titulaires du Master Actuariat de Sorbonne Université mention ISUP ou d'un Master de Statistique de Sorbonne Université mention ISUP.

### Partenariats
Dans le cadre d’un accord signé entre l'ISUP et l'ESSEC, les étudiants peuvent suivre certains enseignements de l'ESSEC. Les étudiants reçus au diplôme de statisticien peuvent déposer un dossier pour l’admission sur titre en deuxième année de l'ESSEC dans les conditions prévues pour les élèves des Grandes Écoles.

## Recherche et publications

### Liens avec Sorbonne Université
L'ISUP est une école qui fait partie intégrante de Sorbonne Université. Beaucoup d'élèves de l'ISUP suivent en parallèle de leur 3e année le Master de Statistique de Sorbonne Université, qui permet de préparer ensuite un Doctorat dans cet établissement : le grade de docteur n'est pas délivré directement par l'ISUP.

### LPSM
La plupart des enseignants de l'ISUP prennent part à la recherche scientifique dans les domaines relevant de la statistique, le plus souvent au sein du Laboratoire de Probabilités, Statistique et Modélisation (LPSM). Il s'agit d'un acteur important de la recherche en statistique, par le nombre et l'impact de ses publications. Il compte 8 Professeurs (dont un membre de l'Académie des sciences), 10 Maîtres de Conférences, 20 extérieurs et plus de 80 doctorants ou post-doctorants.
Le LPSM abrite également, sur le site de Jussieu, la Bibliothèque de l'ISUP qui regroupe environ 6 000 ouvrages de statistique et 40 abonnements à des revues spécialisées.

### Annales de l'ISUP
Les Annales de l'ISUP sont une revue mathématique, consacrée à la recherche en statistique, fondée par le deuxième directeur de l'ISUP, Georges Darmois, membre de l'Académie des sciences. Le rédacteur en chef actuel en est le Professeur Denis Bosq, lui aussi ancien directeur de l'école.

### Statistical Inference for Stochastics Processes
S.I.S.P. est un journal international consacré à l'étude des séries temporelles, à la statistique des processus et des systèmes dynamiques.

## Associations

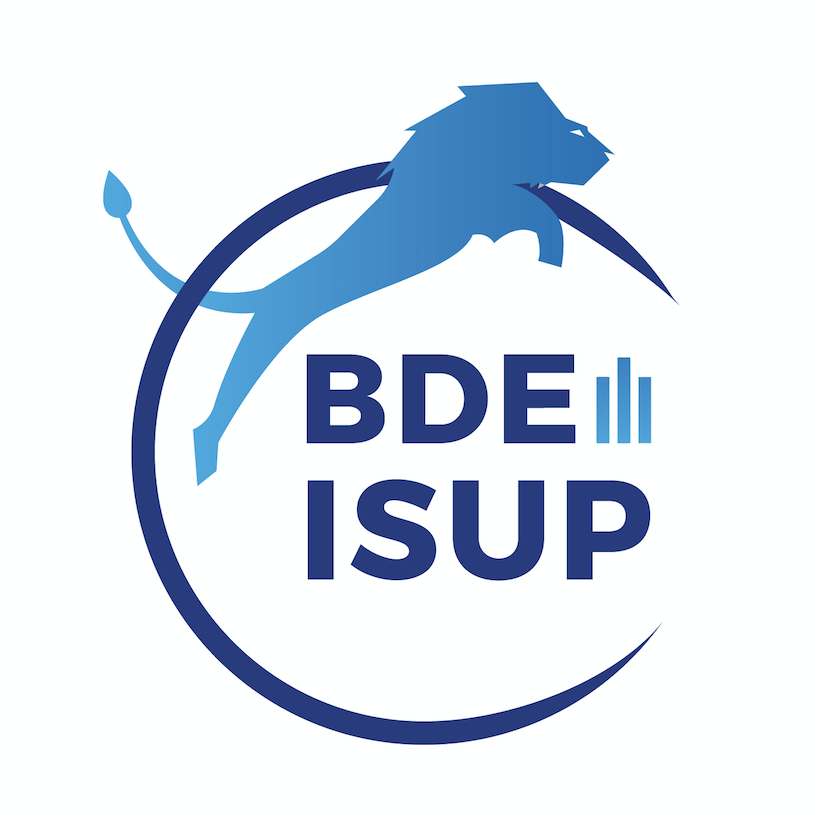
BDE ISUP

### BDE
Le Bureau des élèves (BDE ISUP) est au cœur de la vie étudiante de l'école, en organisant des semaines au ski, des soirées étudiantes et le Gala de l'école.
Les différents associations de l'école s'articule autour de lui.

### AAE

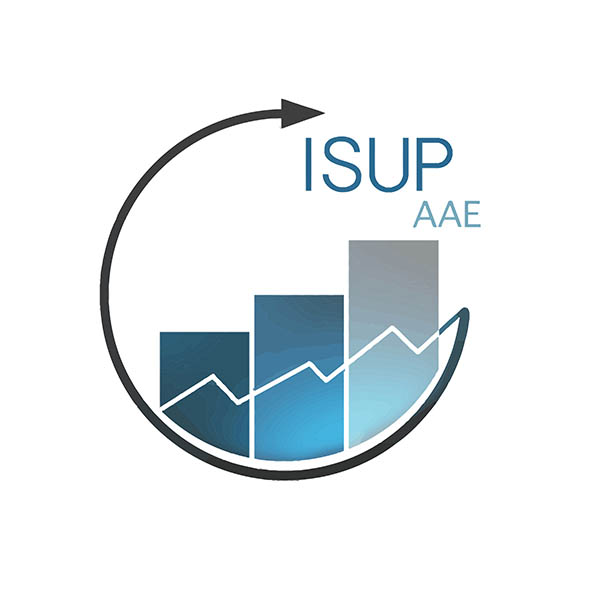
AAE ISUP

L'Association des anciens élèves (AAE ISUP) regroupe les diplômés de l'ISUP, assurant un lien entre les différentes générations. Elle est un vecteur important d'insertion professionnelle pour les étudiants et participe à l'organisation d'événements comme le Forum des métiers ou le Salon de l'isupien, qui favorisent les rencontres avec les entreprises.

### ISUP Junior
Cette association propose des services aux entreprises mettant en œuvre le savoir-faire de l'ISUP. Elle permet aux étudiants d'appliquer leurs connaissances théoriques (tout en étant rémunéré) en dehors des stages (les missions sont d'ailleurs parfois le prolongement d'un stage de deuxième année). Les entreprises clientes sont tant dans le domaine de la statistique en général que de l'assurance en particulier.
Son fonctionnement est similaire à celui d'une « junior-entreprise ». Dans les faits, ISUP Junior c'est une dizaine d'étudiants de l'ISUP répartis sur les trois promotions. Un pôle suivi assure une relation continue entre les entreprises et les étudiants qui réalisent les missions. Un pôle communication met à disposition des entreprises les meilleurs étudiants dans votre domaine. Notre pôle prospection, quant à lui, est là pour cibler vos besoins. La junior entreprise propose ses services dans quatre domaines de compétence :
- Analyse statistique ;
- Développement informatique ;
- Actuariat ;
- Biostatistique.

### BDS et Sk'Isup
Le Bureau des Sports organise tout au long de l'année la vie sportive des étudiants de l'école. Il participe notamment à l'organisation du voyage au ski de l'école. Le BDS collabore aussi avec l'association Kactu'Z pour l'organisation des journées de l'Actuariat.